# Andrej Jurjevič Okunkov
Andrej Jurjevič Okunkov (rusko Андре́й Ю́рьевич Окунько́в, ruski matematik, * 26. julij 1969, Moskva, Sovjetska zveza (sedaj Rusija).
1. ↑  MacTutor History of Mathematics archive — 1994.